# 內田良平

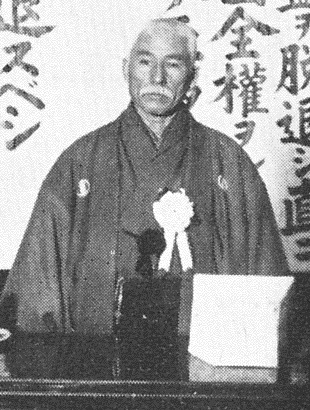
內田良平

內田良平（日语：／ Uchida Ryōhei；1874年2月11日—1937年7月26日），號硬石。日本近代國權派大亞細亞主義運動家。黑龍會主幹，大日本生產黨總裁。

## 生平

### 早年
舊福岡藩士、武藝名家内田良五郎三男，生於現在的日本福岡縣福岡市。幼名「良助」，28歲(1902年)改名「良平」。年幼時期，自父親處，拜入神道夢想流杖術門下。1877年，於西南戰爭時，響應西鄉隆盛，參與福岡之變。叔父平岡浩太郎為日本黑龍會前身玄洋社的初代社長。受平岡浩太郎影響，內田良平對大陸問題產生濃厚興趣。也因此，少年時期就已是玄洋社的一員。
18歲(1892年)，跟隨平岡浩太郎前往東京學習柔道。翌年(1893年)進入東洋語學校學習俄語。

### 在朝鮮
東洋語學校畢業。1894年參加朝鮮半島由大陸浪人組成的右翼組織天佑俠。1901年，參與組織黑龍會。1903年，參與組織對俄同志會，主張日本對俄開戰。

1906年後，與一進會鼓吹「日韓合邦」。李容九等一進會成員主張的「日韓合邦」，是一種軍事外交委與日本，仍保留韓國王室與內政的「政合邦」理想；而內田等黑龍會成員卻是希冀將韓國納入天皇制國家體系。 1910年，日韓合併，韓國並非作為政合邦與日本合併。1921年，三一運動後，日本治朝方針轉趨軟化，內田響應同化政策成立同光會，主張朝鮮內政獨立。

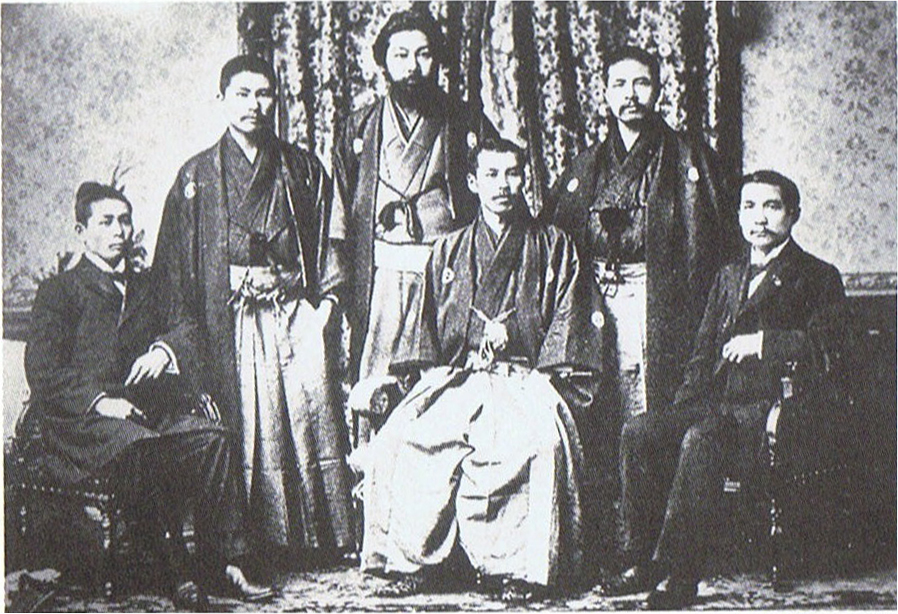
內田良平(後排左)，同盟會

### 中國革命與戰間期
1897年，經宮崎滔天介紹，認識孫文，協助其革命事業，參與惠州之役。1905年7月，在內田良平的牽線下，抵達東京的孫文於內田的住處籌備成立中國同盟會。同時期，內田良平也支持菲律賓獨立運動的埃米利奧·阿奎納多，及印度獨立運動的萊斯‧比哈里‧布修。1911年，中華民國成立之後，因民初混亂而對華失望後的內田轉向「支那分割」論，與川島浪速等人唱導「滿蒙獨立論」，影響日本政府作為。
1918年，支持日本政府的西伯利亞出兵。戰間期期間，內田反對1922年的華盛頓會議條約的海軍裁軍，反對美國1924年排日移民法案，也反對大正民主運動。1931年，黑龍會組織大日本生產黨。內田自任該黨總裁。1934年，內田成為昭和神聖會副統管。大日本生產黨與日本戰間期右翼抬頭的種種暗殺事件有關，如血盟團事件、神兵隊事件。1937年，去世。

## 著作
- 露西亜亡国論（1901年）
- 西南記伝（編、全6巻）（1908 - 11年）
- 日本之三大急務（1912年）
- 支那観（1913年）
- 武道極意（1926年）
- 硬石五拾年譜 - 内田良平自伝（1927年）
- 聖訓謹解（1928年）
- 皇国史談 - 日本之亜細亜（1932年）
- 東亜先覚志士記伝（編、上・中・下）（1933 - 36年）
- 憂国慨言杜鵑録（1934年）
- 黒龍澗人歌集（上・下）（1934・37年）